# 喬萬尼·喬吉奧 (蒙費拉托)
喬萬尼·喬吉奧（義大利語：Giovanni Giorgio，1488年1月20日—1533年4月30日）是巴列奥略王朝出身的最后一任蒙費拉托侯國侯爵。波尼法喬三世和玛利亚·布兰科维奇之子。即位前曾担任蒙费拉托堡主教。1530年，其侄博尼法斯四世死后无嗣，乔万尼遂成为新一任的侯爵。乔万尼统治期间，蒙菲拉托被西班牙占领，而他自己则臣服于曼托瓦公爵費德里科二世·貢扎加之下。1531年，他将自己的侄女玛加丽塔·帕里奥洛佳嫁给了费德里科。乔万尼有一私生子弗拉米尼奥，其后裔作为“帕里奥洛格-奥里翁迪”支系使得巴列奥略王朝延续至今。